# Odontocera poecilopoda
Odontocera poecilopoda là một loài bọ cánh cứng trong họ Cerambycidae.